# Municipio de Lotts Creek (condado de Ringgold)
El municipio de Lotts Creek (en inglés: Lotts Creek Township) es un municipio ubicado en el condado de Ringgold en el estado estadounidense de Iowa. En el año 2010 tenía una población de 77 habitantes y una densidad poblacional de 1,09 personas por km².

## Geografía
El municipio de Lotts Creek se encuentra ubicado en las coordenadas 40°35′54″N 94°11′22″O / 40.59833, -94.18944. Según la Oficina del Censo de los Estados Unidos, el municipio tiene una superficie total de 70.97 km², de la cual 70,55 km² corresponden a tierra firme y (0,58 %) 0,41 km² es agua.

## Demografía
Según el censo de 2010, había 77 personas residiendo en el municipio de Lotts Creek. La densidad de población era de 1,09 hab./km². De los 77 habitantes, el municipio de Lotts Creek estaba compuesto por el 100 % blancos. Del total de la población el 0 % eran hispanos o latinos de cualquier raza.